# Jennifer Bongardt
Jennifer Bongardt, née le 8 septembre 1982 à Hagen, est une kayakiste allemande.

## Palmarès

### Championnats du monde de canoë-kayak
- Championnats du monde de canoë-kayak slalom 2010 à Tacen,  Slovénie
  -  Médaille d'argent en K1 par équipe
- Championnats du monde de canoë-kayak slalom 2007 à  Foz do Iguaçu,  Brésil
  -  Médaille d'or en K1
  -  Médaille d'or en K1 par équipe
- Championnats du monde de canoë-kayak slalom 2006 à Prague,  République tchèque
  -  Médaille de bronze en K1
  -  Médaille de bronze en K1 par équipe
- Championnats du monde 2003 à Augsbourg
  -  Médaille d'argent

### Championnats d’Europe de canoë-kayak
- Championnats d’Europe 2006 à L'Argentière-la-Bessée
  -  Médaille d'argent